# Villar Perosa
Villar Perosa (Ël Vilar ëd Perosa in piemontese, Ou Vilar in villarese, Lhi Vialars in occitano) è un comune italiano di 3 902 abitanti della città metropolitana di Torino in Piemonte.
Altri comuni in Piemonte riportano il toponimo "Villar".
Si trova in Val Chisone.

## Monumenti e luoghi d'interesse
- Chiesa di San Pietro in Vincoli

## Società

### Evoluzione demografica
Abitanti censiti

## Economia
La principale attività economica è l'industria meccanica: OMVP  (ex SKF - componenti per autoveveicoli), SKF Avio, SKF SuPB, SKF TBU.
Prima della massiccia industrializzazione gli abitanti erano principalmente dediti all'agricoltura, particolarmente alla coltivazione del gelso per i bachi da seta (cascine Agnelli) e della mela, come ricordato dai 3 frutti presenti nello stemma e dal soprannome in piemontese pomaté dato ai villaresi, che significa appunto "coltivatori di mele".

## Infrastrutture e trasporti

### Ferrovie e tranvie
Fino al 1968 la località era attraversata della tranvia Pinerolo-Perosa Argentina, che svolgeva servizio passeggeri e merci. La stazione comprendeva un caratteristico fabbricato realizzato di fronte agli stabilimenti RIV, a loro volta raccordati alla linea tranviaria.

### Mobilità urbana
I trasporti interurbani di Villar Perosa vengono svolti mediante autocorse gestite da Sadem.

## Amministrazione
Di seguito è presentata una tabella relativa alle amministrazioni che si sono succedute in questo comune.
| Periodo        | Periodo        | Primo cittadino    | Partito                    | Carica  | Note  |
| -------------- | -------------- | ------------------ | -------------------------- | ------- | ----- |
|                |                |                    |                            | Sindaco |       |
| 28 aprile 1945 | 9 giugno 1980  | Gianni Agnelli     | Lista civica               | Sindaco |       |
| 9 giugno 1980  | 11 giugno 1990 | Alberto Castagna   | Lista civica l'Alpino      | Sindaco |       |
| 11 giugno 1990 | 24 aprile 1995 | Dario Storero      | Partito Comunista Italiano | Sindaco | [ 8 ] |
| 24 aprile 1995 | 14 giugno 2004 | Roberto Prinzio    | Centro-sinistra            | Sindaco | [ 8 ] |
| 14 giugno 2004 | 26 maggio 2014 | Claudio Costantino | Centro-sinistra            | Sindaco | [ 8 ] |
| 26 maggio 2014 |                | Marco Ventre       | Uniti si può               | Sindaco | [ 8 ] |

### Altre informazioni amministrative
Il comune faceva parte della Comunità Montana Valli Chisone e Germanasca.

### Gemellaggi
Il paese è gemellato con il comune calabrese di Pizzoni, in provincia di Vibo Valentia, e Großvillars, una frazione di Oberderdingen (Germania).

## I rifugi antiaerei

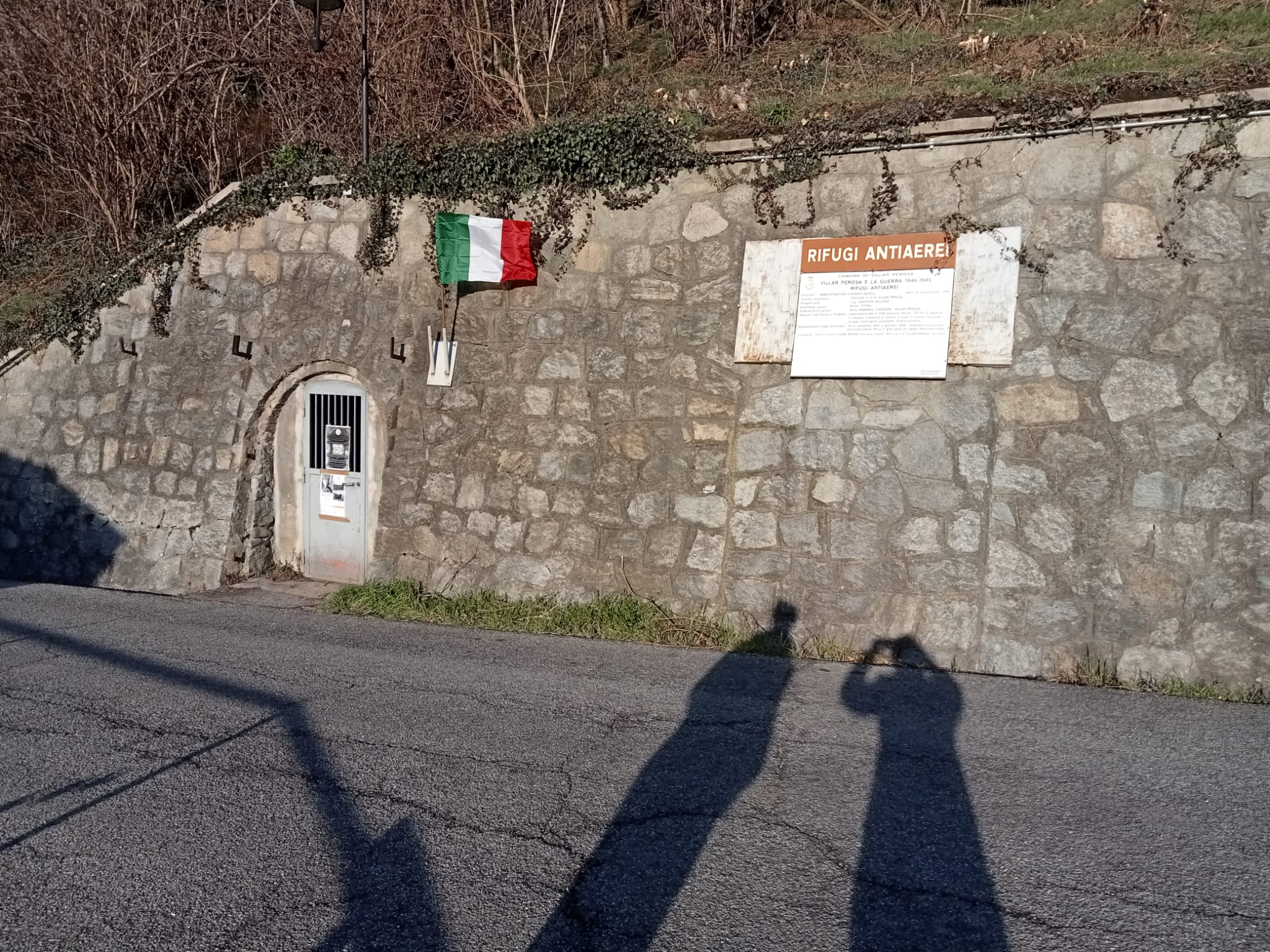
L'ingresso dei rifugi antiaerei di Villar Perosa.

Popolazione: Villar Perosa contava nel 1940, all'inizio della guerra, 2.680 abitanti, occupati per la gran parte nello stabilimento RIV, residenti nei due villaggi e nelle case operaie che attorniavano le officine. I dipendenti dell'azienda villarese erano non meno di 4.500, divisi in quattro turni di lavoro. Secondo gli alleati, il miglior modo di colpire gli obiettivi strategici (e le fabbriche di cuscinetti erano seconde solo alle industrie di aerei da caccia) era il bombardamento diurno. Ecco quindi da parte della RIV, che in quegli anni si identificava anche con il Comune, entrambi retti dal senatore del regno Giovanni Agnelli, iniziare lo studio di come ricoverare un minimo di 2.500 e un massimo di 3.500, persone. 
Rifugi: Nel 1940 una compagnia di ingegneri aveva scavato nella zona pre-collinare, a valle della cascina Agnelli, una serie di trincee. L'azienda ne fece scavare una prima serie a fianco di quelle preesistenti, aventi per dimensione altezza d'uomo e come protezione dall'alto una volta di tavole ricoperte da terra. Una seconda serie di identiche trincee furono costruite sulla riva destra del Chisone. Il bombardamento a Torino nella notte tra il 18 e il 19 novembre 1942, il primo a tappeto con bombe dirompenti e spezzoni incendiari, mutò radicalmente i concetti di sicurezza. Di colpo a Villar le trincee all'aperto e il reparto interrato si sono ritenuti superati e nei primi mesi del 1943 il direttore della RIV, ingegner Prever, dà corso al progetto "rifugi". Data l'urgenza i lavori furono ultimati nel giugno 1943. Un'opera superba quella consegnata: 730 metri di galleria, muri laterali di pietra a vista, volta interamente in mattoni pieni e buona parte del soffitto protetto con converse in lamiera. Sei i blocchi dei bagni, di quattro posti ciascuno, tutti con acqua corrente. Sei i posti di pronto soccorso, con tanto di lettino e lavello. Al centro dell'opera il blocco dei servizi con il gruppo elettrogeno dotato a sua volta di tubazioni per lo scarico dei gas all'esterno e la ricetrasmittente. Alle estremità laterali dei servizi, due prese d'aria collegate con l'esterno, i due caratteristici funghi in cemento ancora oggi visibili in mezzo al bosco di acacie. 
Gli allarmi si susseguivano, i cieli erano in mano degli Alleati e nulla potevano i settantotto cannoni tedeschi antiaerei della FLAR disseminati in parte al di sopra dei rifugi. I ricognitori americani, battezzati "Pippo" dai villaresi, erano padroni del cielo e mitragliavano indisturbati in valle colonne e carri tedeschi. La prova del fuoco il 31 ottobre 1943, da Radio Londra, il colonnello "Buonasera" avverti del primo bombardamento e questo avvenne il 9 e il 10 novembre. Gli aerei del tipo B24 detti "Liberator", di base ad Orano in Algeria e con scali di rifornimento in Sardegna, non centrarono l'obiettivo. Le bombe di cinquecento libbre (227 kg) caddero il 9 sulla montagna dell'Inverso e il 10 colpirono quattro case e uno spigolo dello stabilimento. L'inaudita potenza delle bombe esplose e i crateri prodotti creano nei tecnici la necessità di difendere maggiormente le entrate. Così davanti ad ogni porta venne creato un nuovo labirinto con casse di legno riempite di sacchi di sabbia. Quando il 3 gennaio 1944, alle ore 11.45, le cinquantadue fortezze volanti B17 scaricarono il loro micidiale carico di 312 bombe da cinquecento libbre e cento spezzoni incendiari, bombe in parte dirompenti, in parte ad esplosione ritardata, ed altre ancora al fosforo, tutti i dipendenti, nessuno escluso, e parte dei civili erano nei rifugi. Nel cielo sereno le bombe scendevano da ottomila metri d'altezza e l'incursione dura sette interminabili minuti. Sessanta bombe colpiscono e distruggono le officine, le restanti il paese. A incursione finita si incomincia a uscire. Ai primi si presenta uno spettacolo indescrivibile: lo stabilimento e Villar non esistono più, nell'aria un enorme polverone impedisce la vista del disastro. Nessun morto, nessun ferito, perché tutti avevano trovato rifugio nelle gallerie.

## Sport
(Guido Vaciago, 2022 )

Preparazione estiva della a Villar Perosa (1961)

Il comune ottenne notorietà a livello mediatico per aver ospitato, dagli anni 1930 fino allo scoppio della seconda guerra mondiale e, dagli anni 1950 agli anni 1990, la preparazione estiva, il primo incontro amichevole pre-stagionale e anche il ritiro precedente alle partite della società calcistica Juventus disputatasi a Torino nel corso dell'annata sportiva, oltreché la presentazione della rosa ai propri sostenitori, essendo quest'ultima un'attività tuttora in vigore. Il primo incontro disputato dai bianconeri nel comune accadde durante i festeggiamenti per il venticinquesimo anniversario di fondazione dell'Officine di Villar Perosa, un'azienda allora gestita dal senatore Giovanni Agnelli, in un incontro amichevole contro la Pro Vercelli vinta per cinque reti a zero il 13 settembre 1931.
Circa un trentennio più tardi, su iniziativa del suo ex presidente Gianni Agnelli, dal 1959 è ufficialmente programmato annualmente al campo sportivo municipale sito a Val Chisone, intitolato a posteriori al futuro giocatore juventino Gaetano Scirea e con capienza per 5 000 spettatori, un incontro tra la prima squadra maschile bianconera e la formazione Primavera, quest'ultima sostituita dal 2017 dalla squadra riserve – denominate per l'occasione Juventus A e Juventus B –, che tradizionalmente viene interrotto prima del triplice fischio da un'invasione pacifica dei simpatizzanti; ciò si svolge dopo la presentazione della rosa alla tifoseria. Per un biennio dal 2020 al 2022 l'incontro, divenuto una tradizione del club nonché un unicum del calcio italiano, fu sospeso per le restrizioni governative imposte dalla pandemia di COVID-19 in Italia.